# Replay: The Moment
Replay: The Moment (en hangul, 리플레이: 다시 시작되는 순간; RR, Ripeullei: dasi sijakdoeneun sungan; lit.: Replay: The Moment It Starts Again) es una serie web de Corea del Sur, protagonizada por Kim Min-chul, Miyeon, Kim Hwi-young, Choi Ji-su y Marco. Los episodios se transmitieron en el canal oficial de YouTube de la serie y en varias plataformas OTT, como wavve, Seezn y U+mobile TV, todos los martes y viernes a las 19:00 h (KST).

## Sinopsis
La serie es una historia de romance que pretende ser empática con el espectador, sobre los sueños y el amor de los jóvenes a los 18 años de edad, mientras asisten a la escuela y son miembros de una banda escolar llamada Neon Paprika, tiempo en que son más torpes, inseguros e inocentes. Al igual que el título, el drama se cuenta repitiendo el pasado en el presente.

## Reparto

### Elenco principal
- Kim Min-chul como Gong Chan-young, tecladista de Neon Paprika
- Miyeon como Yoo Ha-young, vocalista de Neon Paprika
- Kim Hwi-young como Lee Ji-hoon, guitarrista de Neon Paprika
- Choi Ji-su como Im Seo-eun, líder y bajista de Neon Paprika
- Marco como Shim Tae-young, baterista de Neon Paprika

### Apariciones especiales
- Kwon Hyuk-soo como Lee In-ho[4]
- Lee Do-yeon como profesor de aula (episodio 1)[5]
- Jeong Hyeon-hwan como propietario del taller (episodios 5 y 6)[5]
- Lee Gyu-ho como el tío de Im Seo-eun (episodio 4)[5]
- Jiwon (Cherry Bullet) (episodio 10)[5]

## Temporadas
| Temporada | Temporada | Episodios | Episodios | Emisión original    | Emisión original      |
| Temporada | Temporada | Episodios | Episodios | Primera emisión     | Última emisión        |
| --------- | --------- | --------- | --------- | ------------------- | --------------------- |
|           | 1         | 10        | 10        | 19 de enero de 2021 | 26 de febrero de 2021 |

## Producción

### Desarrollo
La serie es producida por Heart People, quienes ya habían producido el drama web Our Baseball (2019).

### Casting
El 24 de septiembre de 2020, Heart People anunció que había confirmado el elenco principal del drama web Replay: The Moment y que se había comenzado a filmar. Se informó que Cho Mi-yeon, miembro del grupo (G)I-dle, y Kim Hwi-young habían sido elegidos para la serie. Al día siguiente, Cho Mi-yeon y Choi Ji-su confirmaron unirse al elenco. La primera lectura del guion se llevó a cabo en septiembre de 2020.

### Promoción
El 19 de octubre de 2020, se lanzaron las imágenes fijas del rodaje de la serie. Un póster teaser con la frase 'Neon Paprika' y el lema "El momento en que todo comienza de nuevo" se lanzó el 4 de diciembre de 2020. Del 18 al 25 de diciembre de 2020, se presentaron a los distintos personajes.
El 4 de enero de 2021, se lanzó un póster de la versión de la banda ficticia de la serie, a través de las cuentas de redes sociales del drama. En el cartel publicado, los cinco protagonistas posan con sus propios instrumentos musicales. La productora Heart People declaró: "Los actores aprendieron los instrumentos por sí mismos y los tocaron durante el período de filmación para la actuación real".

## Lanzamiento
Un video de prelanzamiento de Replay Space Tour fue lanzado el 8 de enero de 2021. El 10 de enero, se lanzó el avance principal del drama web y se anunció la fecha de estreno de la serie, que sería el 19 de enero. Heart People realizó una exhibición para fanáticos en vivo y en línea a través del canal oficial Like That de YouTube a las 17:00 h (KST) el mismo día de su lanzamiento.

## Emisión
- Corea del Sur: Seezn, Wavve, TVing, SERIESon, KakaoPage, Olleh TV, B TV SkyLife, Cinefox, GomTv, Yes24.com, Home Choice, Naver TV, KakaoTV
- Japón: Hello TV
- Hong Kong: Hello TV
- Macao: Hello TV
- Taiwán: Hello TV
- [n 1]: YouTube, Rakuten Viki, Hello LIVE

## Recepción
La serie web acumuló dos millones de visitas en 10 días después del lanzamiento y entró en el ranking de vídeos coreanos más populares de YouTube y dramas web populares en varios sitios del portal. A finales de febrero, la serie registró más de 6 millones de visitas acumuladas y 380.000 horas de tiempo total de visualización. Como curiosidad, la frase "¡Hey! Gong Chan-young" se convirtió en una frase de moda en los comentarios en tiempo real entre los aficionados de todo el mundo.